# Масарандуба (Санта-Катарина)
Масарандуба (порт. Massaranduba)  —  муниципалитет в Бразилии, входит в штат Санта-Катарина. Составная часть мезорегиона Север штата Санта-Катарина. Входит в экономико-статистический  микрорегион Жоинвилли. Население составляет 13 592 человека на 2006 год. Занимает площадь 373,296 км². Плотность населения — 36,4 чел./км².

## История
Город основан 11 ноября 1948 года. 

## Статистика
- Валовой внутренний продукт на 2003 составляет 186.735.718,00 реалов (данные: Бразильский институт географии и статистики).
- Валовой внутренний продукт на душу населения на 2003 составляет 14.232,91 реалов (данные: Бразильский институт географии и статистики).
- Индекс развития человеческого потенциала на 2000 составляет 0,835 (данные: Программа развития ООН).